# 10th Mountain Center
10th Mountain Center är en skidskytteanläggning i Fort Kent, Maine, i nordöstra USA. Anläggningen anordnade en tävlingshelg i skidskyttevärldscupen säsongen 2003/2004, då Carl-Johan Bergman tog sin första pallplats. Säsongen 2010/2011 höll man tävlingar i världscupen igen, tillsammans med Nordic Heritage Center i Presque Isle.

## Stora evenemang
- 2004: Världscupen i skidskytte
- 2009: NorAm Cup
- 2009: U.S. National Biathlon Championship
- 2010: North American Biathlon Championship
- 2010: U.S. National Biathlon Championship
- 2010: NorAm Cup
- 2011: Världscupen i skidskytte